# فصلنامه ادبیات معاصر
«فصلنامهٔ ادبیات معاصر» مجله‌ای است در گسترهٔ ادب، هنر و فرهنگ که از سوی «بنیاد اندیشه» در شهر کابل به نشر می‌رسد. این مجله بخش‌هایی مختلفی چون ادب و فرهنگ در قالب شعر، رمان، داستان کوتاه، نقد ادبی، هنر، یادکرد و کتابخانه تشکیل شده است. اولین شمارهٔ این مجله در زمستان ۱۳۸۵ منتشر گردید. شماره 18 و 19 این مجله در تابستان 1399 منتشر گردید. البته مجلات دیگری در موضوعات مختلف از سوی بنیاد اندیشه چون فصلنامه اندیشه معاصر، فصلنامه نگاه معاصر، فصلنامه عدالت و امید، فصلنامه پایدیا و هفته نامه سیمای‌ خرد چاپ می‌گردند. که علاقمندان می‌توانند از این آدرس الکترونیکی  http://www.andisha.af/fa/journals مجلات و یا مقالات آن را آنلاین مطالعه کنند. 
شناسنامهٔ فصلنامهٔ ادبیات معاصر:
صاحب امتیاز: بنیاد اندیشه
مدیر مسئول: حسین حیدربیگی
معاون مدیر مسئول: علی پیام